# Secretaría de Asuntos Políticos
La Secretaría de Asuntos Políticos de Argentina es una secretaría de estado del gobierno nacional dependiente del Poder Ejecutivo Nacional, en el ámbito del Ministerio del Interior.

## Historia
Por decreto presidencial de Fernando de la Rúa de diciembre de 1999, el Poder Ejecutivo creó la «Secretaría de Asuntos Políticos» en el ámbito del Ministerio del Interior.
En 2015 se denominaba «Secretaría de Asuntos Políticos y Fortalecimiento Institucional» y dependía del Ministerio del Interior. En diciembre de 2019 pasó a denominarse «Secretaría de Asuntos Políticos» por decreto presidencial de Alberto Fernández.

## Organismos dependientes
Está constituido por la Subsecretaría de Asuntos Políticos y el Instituto Nacional de Capacitación Política. Además, de esta secretaría dependen las direcciones nacionales de Reforma Política, Electoral y de Relaciones con la Comunidad y Participación Ciudadana; y la Comisión Nacional de Excombatientes de Malvinas.